# Allan Lalin
Allan Moisés Lalín Pérez (Tegucigalpa, M. D. C., Francisco Morazán, 5 de enero de 1981). Su posición de juego dentro del campo era el de delantero.
Jugó para el Real España equipo de la LNP. Lalin, es también un jugador de la Selección de fútbol de Honduras e hizo su debut con la misma en el año de 2006. 
Lalín fue a jugar bajo dirección de Wisla Cracovia siendo campeones de la Liga Polaca, pero no logró impresionar, por lo que regresó a su país natal Honduras donde finalmente fue a incorporarse con el club sampedrano Real España, equipo al que dejó en julio de 2009, para jugar con Khazar Lankaran en el Liga Premier de Azerbaiyán. Lalín ayudó a la selección nacional para el progreso cuartos de final de la Copa de Oro de la CONCACAF (2009) a través de dos asistencias decisivas en el partido contra Granada, que Honduras ganó por 4 goles a 0.
El futbolista Hendry Thomas es su primo.

## Clubes
| Club               | País       | Año         |
| ------------------ | ---------- | ----------- |
| Honduras Salzburg  | Honduras   | 2003        |
| Victoria           | Honduras   | 2003 - 2004 |
| Atlético Olanchano | Honduras   | 2004 - 2005 |
| Real España        | Honduras   | 2005 - 2009 |
| Khazar Lankaran    | Azerbaiyán | 2009 - 2011 |
| Real España        | Honduras   | 2011 - 2013 |
| Niki Volos         | Grecia     | 2013        |
| Nea Salamina       | Chipre     | 2013        |
| Paniliakos         | Grecia     | 2014        |
| Platense           | Honduras   | 2015        |
| Real España        | Honduras   | 2016        |
| Atlético Olanchano | Honduras   | 2016 - 2017 |
| Lepaera            | Honduras   | 2017 - 2018 |